# SMS König
Le SMS König est le navire de tête des quatre cuirassés dreadnought de classe König de la Kaiserliche Marine pendant la Première Guerre mondiale. Le SMS König (en français : Roi) est nommé en l'honneur du roi Guillaume II de Wurtemberg. Il est mis sur cale en octobre 1911 et lancé le 1er mars 1913. La construction finale du SMS König est achevée peu de temps après le déclenchement de la Première Guerre mondiale ; il est mis en service dans la flotte de haute mer le 9 août 1914.
Avec les trois cuirassés de sa classe, le SMS Großer Kurfürst, le SMS Markgraf et le SMS Kronprinz, le SMS König participe à la plupart des actions de la flotte pendant la guerre. En tant que navire de tête de la ligne allemande le 31 mai 1916 lors de la bataille du Jutland, le SMS König est fortement engagé par plusieurs cuirassés britanniques et subit dix coups d'obus de gros calibre. En octobre 1917, il force le cuirassé pré-dreadnought russe Slava à se saborder lors de la bataille du détroit de Muhu, qui suit le succès de l'opération allemande Albion.
Après la signature de l'Armistice de novembre 1918, le SMS König est interné, avec la majorité de la flotte de haute mer allemande à Scapa Flow. Le 21 juin 1919, le contre-amiral Ludwig von Reuter donne l'ordre de saborder la flotte allemande. Contrairement à la plupart des navires sabordés, le SMS König n'a pas été renfloué pour la casse, l'épave git toujours au fond de la baie.

## Conception

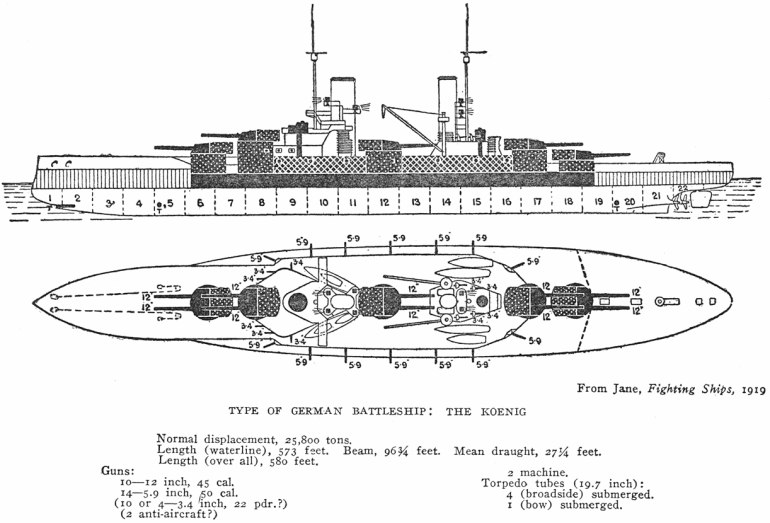
Plan et vue en élévation d'un navire de la classe König, de Jane's Fighting Ships, 1919.

Les quatre cuirassés de classe König ont été commandés dans le cadre de la course germano-britannique aux armements navals précédent la Première Guerre mondiale. Ils sont la quatrième génération de dreadnoughts allemands, et sont construits en réponse à l'apparition de la classe britannique Orion commandée en 1909. La classe König est le développement de la classe Kaiser, l'amélioration majeure de cette nouvelle classe est l'agencement plus efficace de la batterie principale (en). Initialement, la classe König devait utiliser un moteur diesel sur l'arbre d'hélice central pour augmenter l'autonomie de croisière, le développement des moteurs diesel s'étant avéré plus complexe que prévu, une centrale électrique avec turbine à vapeur est finalement choisie.
Le SMS König déplace 25 796 tonnes à vide et 28 600 tonnes, il a une longueur de 175,4 mètres, une largeur de 29,5 mètres et un tirant d'eau de 9,19 mètres. Il est propulsé par trois turbines à vapeur Parsons ; la vapeur étant fournie par trois chaudières à tubes d'eau Schulz-Thornycroft au mazout et douze au charbon, développant au total 42 708 chevaux-vapeur soit (31 847 kW) et produisant une vitesse maximale de 21 nœuds (38,9 km/h). Le navire a une autonomie de 8 000 milles marins (15 000 km) à une vitesse de croisière de 12 nœuds (22 km/h). Son équipage est formé de 41 officiers et de 1 095 hommes.
L'armement du SMS König est composé de dix canons jumelés de 305 mm disposés dans cinq tourelles, deux tourelles à l'avant, deux tourelles à l'arrière et une tourelle centrale entre les deux cheminées. Le SMS König est le premier cuirassé à aligner toutes ses batteries principales. Comme les premiers cuirassés de la classe Kaiser, il peut orienter tous ses canons principaux de chaque côté du navire, mais il bénéficie d'un arc de tir plus large en raison de la disposition des tourelles. Son armement secondaire est formé de quatorze canons à tir rapide de 150 mm et de six canons à tir rapide de 88 mm, tous montés individuellement en casemates, la norme pour les navires de l'époque. Il dispose également de cinq tubes lance-torpilles de 50 cm, un à la proue et deux sur chaque côté du navire.
Le SMS König dispose d'une ceinture blindée en acier cimenté Krupp d'une épaisseur de 35 cm dans la citadelle centrale qui protège les machines de propulsion et les magasins de munitions, elle est réduite à 18 cm à l'avant et à 12 cm à l'arrière. Dans la partie centrale du navire, le pont du navire a une épaisseur de 10 cm, réduite à 4 cm à l'avant et à l'arrière. Les tourelles de la batterie principale ont des plaques de blindage sur les côtés de 30 cm d'épaisseur de 11 cm sur les toits. Les canons des casemates ont 15 cm de protection blindée.

## Carrière opérationnelle

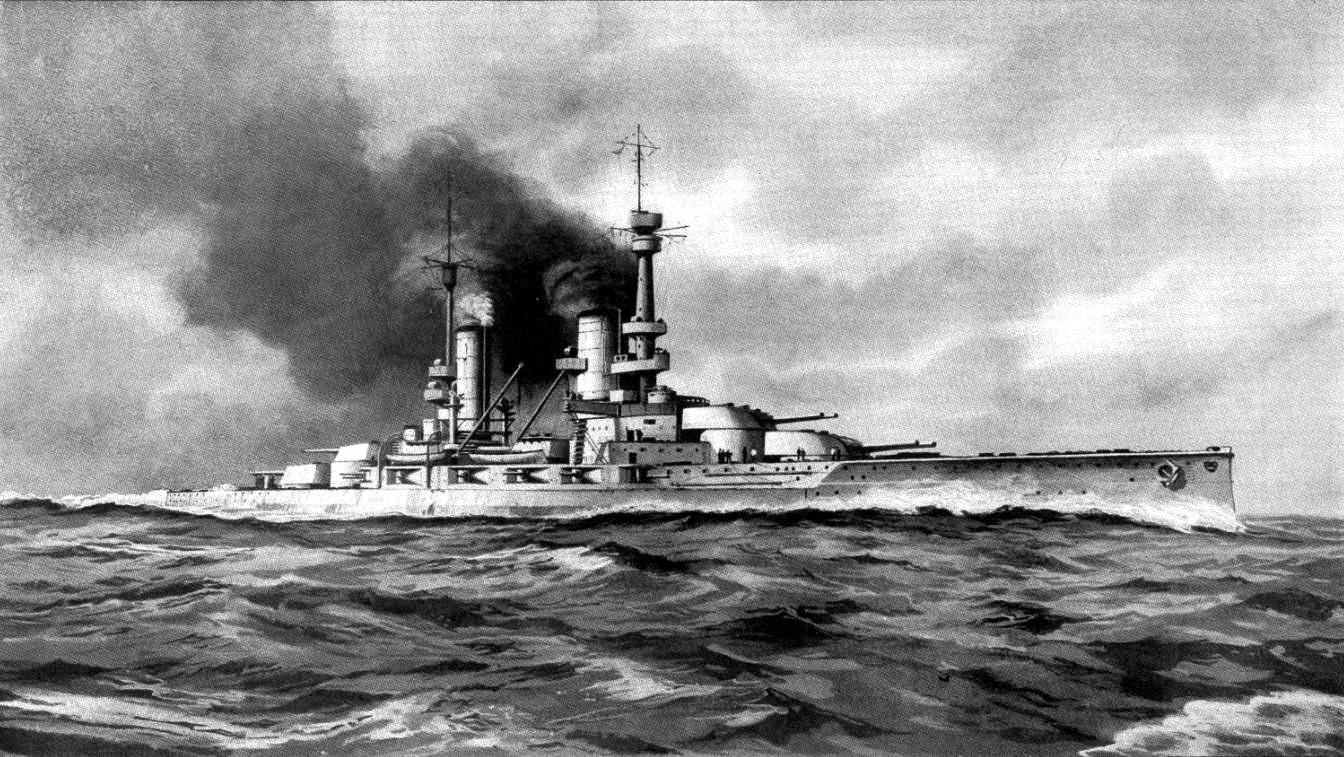
Dessin d'identification du SMS König réalisé par la Royal Navy.

Le SMS König a pour nom provisoire « S » à sa commande, il est et construit aux Kaiserliche Werft Wilhelmshaven sous le numéro de construction 33. Sa quille est posée en octobre 1911, il est mis en eau le 1er mars 1913 en présence du cousin du roi, Albert de Wurtemberg. Le navire est lancé le 1er mars 1913 par les chantiers navals impériaux de Wilhelmshaven. Les travaux d'armement sont achevés le 9 août 1914 ; le lendemain, il est mis en service effectif dans la flotte de haute mer. Il est baptisé du nom de König, ce qui signifie roi en allemand, en l'honneur du roi du Wurtemberg. Il rejoint la IIIe Escadre et devient après plusieurs combats le navire amiral du vice-amiral Paul Behncke.
Dès sa mise en service, le SMS König subit des essais en mer, achevés le 23 novembre 1914. Son équipage est composé de 41 officiers et 1 095 hommes. Le navire est affecté à la Ve Division de la IIIe Escadre de Bataille de la flotte allemande de haute mer. Il sera plus tard rejoint par ses sister-ships. Le 9 décembre, le SMS König s'échoue dans la rade de Wilhelmshaven. Son sister-ship SMS Großer Kurfürst, juste derrière lui, percute sa poupe et cause quelques dommages mineurs. Le SMS König est ramené à Wilhelmshaven, les travaux de réparation durent jusqu'au 2 janvier 1915.

### Opérations en mer du Nord
Le SMS König participe, comme soutien, à plusieurs sorties de la flotte de croiseurs de bataille du contre-amiral Franz von Hipper commandant le I. Aufklärungsgruppe. Cependant, son échouage dans la rade de Wilhelmshaven en décembre 1914, lui fait rater la première opération de ces croiseurs de bataille dans la nuit du 15 au 16 décembre 1914, lorsqu'ils sont allés bombarder la côte anglaise pour attirer une partie de la Grande Flotte britannique vers la flotte allemande en attente. Le 22 janvier 1915, le SMS König et le reste de la IIIe Escadre sont détachés de la flotte et mènent des entraînements aux manœuvres, au tir et aux torpilles dans la mer Baltique. Ils retournent en mer du Nord le 11 février, trop tard pour participer à la bataille de Dogger Bank.
Le SMS König participe à plusieurs sorties en mer du Nord. Le 29 mars 1915, le navire effectue une sortie à la tête la IIIe Escadre vers l'île de Terschelling. Trois semaines plus tard, les 17 et 18 avril, il soutient une opération de poses de mines au large de Swarte Bank par les croiseurs légers du IIe Groupe de reconnaissance. Une autre sortie de la flotte a lieu le 22 avril, toujours avec le SMS König à sa tête. Le 23 avril, la IIIe Escadre retourne dans la mer Baltique pour une nouvelle série d'exercices jusqu'au 10 mai. Le 17 mai, une autre opération de pose de mines est menée par le IIe Groupe de reconnaissance toujours appuyé par le cuirassé.
Du 29 au 31 mai 1915, le SMS König participe à une sortie avec la flotte en mer du Nord qui se terminée sans combat. Il est ensuite brièvement affecté à la surveillance de la zone côtière allemande. Le navire s'échoue de nouveau le 6 juillet avec des dommages minimes. Le navire soutient une opération de pose de mines les 11 et 12 septembre au large de Texel. Une autre sortie de la flotte a lieu les 23 et 24 octobre. Après son retour, le SMS König est envoyé en cale sèche pour entretien, il rejoint la flotte le 4 novembre. Le navire est envoyé dans la mer Baltique pour un nouvel entraînement du 5 au 20 décembre. Lors du voyage de retour, il est légèrement endommagé après s'être échoué dans le canal Kaiser Wilhelm lors d'une tempête de neige. Le 17 janvier 1916, le SMS König est sur la mer Baltique pour une formation complémentaire puis le 24 janvier est de retour en mer du Nord. Deux sorties de la flotte ont lieu les 5 et 6 mars et les 21 et 22 avril.

### Bataille du Jutland

Cartes montrant les manœuvres des flottes britannique (en bleu) et allemande (en rouge) durant la bataille du Jutland les 31 mai et 1er juin 1916.

Le SMS König est présent lors de la sortie en mer débouchant sur la bataille du Jutland les 31 mai et 1er juin 1916. Une nouvelle fois, la flotte allemande cherche à attirer et détruire une partie de la Grande Flotte avant que la flotte britannique principale ne puisse intervenir. le SMS König et ses sister-ship SMS Grosser Kurfürst, SMS Markgraf et SMS Kronprinz forment la Ve Division de la IIIe Escadre de bataille, ils sont à l'avant-garde de la flotte. La IIIe Escadre de bataille est la première des trois unités de cuirassés ; elle est suivie des cuirassés de classe Kaiser de la VIe Division de la IIIe Escadre de bataille. Les navires de classe Kaiser sont suivis des vaisseaux de classe Helgoland et Nassau de la Ire Escadre de bataille ; à l'arrière-garde se trouvent les pré-dreadnoughts dépassés de classe Deutschland de la IIe Escadre de bataille.
Peu avant 16 h, les croiseurs de bataille du Ier groupe de reconnaissance rencontrent la 1er Escadre britannique de croiseurs de bataille sous le commandement de David Beatty. Les navires entament un duel d'artillerie qui provoque la destruction de l'HMS Indefatigable, peu après 17 h, et celle du HMS Queen Mary, moins d'une demi-heure plus tard. À ce moment-là, les croiseurs de bataille allemands naviguent vers le sud pour attirer les navires britanniques vers le corps principal de la flotte de haute mer. À 17 h 30, l'équipage de SMS König repère à la fois le Ier groupe de reconnaissance et la 1re Escadre britannique de croiseurs de bataille en approche. Les croiseurs de bataille allemands naviguent à tribord, tandis que les navires britanniques se dirigent vers bâbord. À 17 h 45, l'amiral Scheer ordonne un virage pour rapprocher ses navires des croiseurs de guerre britanniques, et une minute plus tard à 17 h 46, l'ordre d'ouvrir le feu est donné.
Les SMS König, SMS Großer Kurfürst et SMS Markgraf sont les premiers à atteindre une portée de tir efficace. Ils engagent les croiseurs de bataille HMS Lion, HMS Princess Royal et HMS Tiger, situés à une distance de 19 000 mètres. Les premières salves du SMS König n'atteignent pas leur cible, et sont ensuite dirigées sur le HMS Tiger, plus proche. Simultanément, le SMS König et ses sister-ships commencent à tirer sur les destroyers HMS Nestor (en) et HMS Nicator avec leurs batteries secondaires. Les deux destroyers se rapprochent de la ligne allemande et, sous une pluie d'obus, manœuvrent pour obtenir une bonne position de tir. Chaque navire lance deux torpilles chacun sur les SMS König et SMS Grosser Kurfürst sans succès. Un obus de la batterie secondaire de l'un des cuirassés frappe le HMS Nestor et détruit sa salle des machines. Le navire, ainsi que le destroyer HMS Nomad, immobilisés, se trouvent directement sur le chemin de la ligne allemande. Les deux destroyers sont coulés et les torpilleurs allemands récupèrent les survivants. Vers 18 h, le SMS König et ses trois sister-ships dirigent leurs feux vers les cuirassés de classe Queen Elizabeth du 5th Battle Squadron en approche. Le SMS König engage d'abord le HMS Barham jusqu'à ce que le navire soit hors de portée, puis engage le HMS Valiant. Cependant, les cuirassés britanniques sont plus rapides peuvent rapidement sortir de la portée de tir efficace.
Peu après 19 h, le croiseur allemand SMS Wiesbaden est immobilisé par un obus du croiseur de bataille britannique HMS Invincible qui touche la salle des machines ; le contre-amiral Paul Behncke commandant le SMS König tente de manœuvrer avec ses quatre navires de classe König pour couvrir le croiseur en endommagé. Dans le même temps, les 3e et 4e Escadres de croiseurs légers lancent une attaque à la torpille sur la ligne allemande. Tout en avançant pour se mettre à portée de torpilles, ils écrasent avec les feux de leurs batteries principales le SMS Wiesbaden. Malgré les tirs soutenus des canons principaux du SMS König et ses sister-ships, les cuirassés allemands échouent à repousser les croiseurs britanniques. Durant cet échange de tirs, le croiseur cuirassé britannique HMS Defence est touché par plusieurs obus de gros calibre des dreadnoughts allemands. Une salve pénètre dans les magasins de munitions du navire qui explosent, détruisant le croiseur.
Vers 19 h 20, le SMS König dirige ses feux vers sa nouvelle cible à portée, le cuirassé HMS Warspite. Les cuirassés allemands SMS Friedrich der Große, SMS Ostfriesland, SMS Helgoland et SMS Thüringen se joignent participent également à cet engagement. le HMS Warspite, en manœuvrant vers l'est-nord-est, parvient à se soustraire aux tirs allemands. Presque simultanément, des croiseurs légers et des destroyers britanniques tentent une attaque à la torpille contre les principaux navires de la ligne allemande, dont le SMS König.
À 19 h 30, la principale ligne britannique arrive à portée de la flotte allemande. Les cuirassés britanniques ouvrent le feu à la fois sur les croiseurs de guerre allemands et sur les navires de classe König. Le SMS König essuie des tirs particulièrement nourris pendant cette période. En l'espace de 5 minutes, HMS Iron Duke tire neuf salves sur le SMS König à une distance de 12 000 mètres, un seul obus touche le navire. L'obus de 13,5 pouces heurte la tourelle avant et ricoche avant d'exploser à 50 mètres au-delà du navire. Le contre-amiral Behncke est blessé mais reste aux commandes du navire. Le navire est masqué par la fumée lui apportant un sursis temporaire.
À 20 h, la ligne allemande reçoit l'ordre de tourner vers l'ouest pour se désengager de la flotte britannique. Le SMS König, en tête, termine son virage puis réduit sa vitesse pour permettre aux navires derrière lui de se remettre en formation. Peu de temps après, quatre croiseurs légers britanniques reprennent leurs attaques sur le SMS Wiesbaden paralysé ; les principaux cuirassés allemands, y compris le SMS König ouvrent le feu sur les croiseurs pour tenter de les chasser. Les cuirassés britanniques qui les poursuivent, tournent plus au sud et réussissent presque réussi à « barrer le T » de la ligne allemande. Pour éviter cette situation, l'amiral Scheer ordonne un virage de 16° vers le sud et envoie les croiseurs de bataille de Hipper chargés la flotte britannique. Pendant le virage, le SMS König est touché par un obus de 13,5 pouces du HMS Iron Duke. L'obus touche le navire juste à l'arrière de la tourelle de canons la plus en arrière. Le SMS König subit d'importants dommages structurels et plusieurs pièces sont enfumées. Lors du virage à tribord, le vice-amiral Schmidt, le commandant de la Ire Escadre de bataille, décide de faire virer ses navires immédiatement, sans suivre les navires de tête. Cette manœuvre provoque beaucoup de confusion et faillit entraîner plusieurs collisions. De nombreux cuirassés allemands sont alors contraints de réduire considérablement leur vitesse, mettant la flotte en grand danger. Le SMS König génère alors un écran de fumée entre les lignes allemandes et britanniques.
Pendant la bataille, le SMS König a subi des dommages importants. Un obus lourd a pénétré le pont blindé principal vers la proue. Un autre obus a frappé la cloison blindée la déformant et brisant un gros morceau de la plaque de blindage. Des éclats d'obus d'un autre coup ont pénétré plusieurs des casemates et ont mis hors service deux canons de 15 cm. Les magasins de munitions de ces deux canons ont été inondés pour éviter une explosion. Le navire est néanmoins resté efficace au combat, car sa batterie principale est restée en service, tout comme la plupart de ses canons secondaires. Le SMS König a pu maintenir une vitesse proche de sa vitesse maximale. Plusieurs zones du navire ont dû être contre-inondées pour maintenir la stabilité du bateau, plus de 1 600 tonnes d'eau sont entrées dans le navire, soit à la suite de dommages de combat, soit pour stabiliser le bateau. L'inondation a augmenté le tirant d'eau du cuirassé, l’empêchant de franchir Amrum Bank jusqu'à 9 h 30 le 1er juin. Le SMS König est dirigé vers Kiel, le seul port disposant de cales sèches suffisantes pour accueillir le navire pour les réparations initiales. Ces premières réparations se déroulent du 4 au 18 juin, date à laquelle le navire est transféré au chantier naval Howaldtswerke. Le 21 juillet, le SMS König est prêt à rejoindre la flotte. Lors de la bataille, le navire déplore la perte de 45 hommes tués et 27 blessés, perte la plus élevée de l'ensemble des cuirassés rescapés de la flotte allemande.

### Opérations ultérieures
Une fois les réparations terminées, le SMS König est détaché en mer Baltique pour s'entraîner, de fin juillet à début août. Le 5 août, le SMS König est de retour en mer du Nord. Une sortie majeure de la flotte a lieu du 18 au 20 août, avec le SMS König à sa tête. Le Ier groupe de reconnaissance doit bombarder la ville côtière de Sunderland pour tenter d'attirer et de détruire les croiseurs de bataille de Beatty. Cependant, seuls les croiseurs de bataille SMS Von der Tann et SMS Moltke sont en état de combattre, le nouveau cuirassé SMS Bayern et deux des sister-ships du SMS König, SMS Markgraf et SMS Grosser Kurfürst, sont temporairement affectés au Ier groupe de reconnaissance. L'amiral Scheer et la flotte de haute mer restent en arrière en couverture. Les Britanniques sont au courant des plans allemands et sortent la Grande Flotte pour les rencontrer. À 14 h 35, Scheer est averti de l'approche de la Grande Flotte et, ne voulant pas engager l'ensemble de la Grande Flotte allemande à peine onze semaines après la bataille du Jutland, fait demi-tour et se retire dans les ports allemands.

### Opération Albion

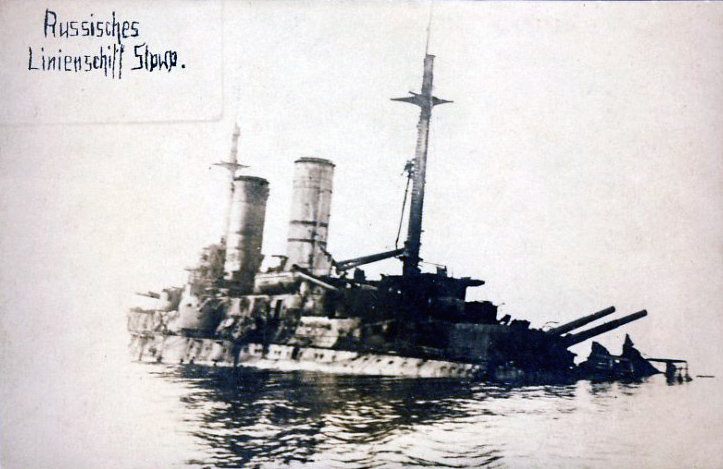
Le Slava en train de couler (carte postale allemande).

Début septembre 1917, à la suite de la conquête allemande du port russe de Riga, la marine allemande décide d'éliminer les forces navales russes positionnées dans le golfe de Riga. L'Admiralstab (le haut commandement de la marine) planifie une opération pour s'emparer de l'île balte de Saaremaa, et surtout des batteries de canons russes présentes sur la péninsule de Sõrve.
Le 18 septembre, les préparatifs de cette opération conjointe entre l'armée et la marine pour capturer les îles de Saaremaa et de Muhu débutent. La composante navale de cette opération comprend le vaisseau amiral, SMS Moltke, ainsi que la IIIe Escadre de bataille de la flotte de haute mer. La Ve Division comprend les quatre navires de classe König renforcés par le nouveau cuirassé SMS Bayern. La VIe Division se compose des cinq cuirassés de classe Kaiser. Avec neuf croiseurs légers, trois flottilles de torpilleurs et des dizaines de navires poseurs des mines, l'ensemble de la force compte environ 300 navires, soutenus par plus de 100 avions et 6 zeppelins. La force d'invasion s'élève à environ 24 600 officiers et hommes de troupe.
Face à l'armada allemande, les Russes disposent des pré-dreadnoughts Slava et Tsarevich, des croiseurs cuirassés Baïan, l'Amiral Makarov et Diana, ainsi que 26 destroyers et plusieurs torpilleurs et canonnières. La garnison d'Ösel compte environ 14 000 hommes.
Le SMS König quitte Kiel le 23 septembre pour la baie de Puck où le navire stationne jusqu'au 10 octobre. L'opération débute le 12 octobre à 3 h 0, le SMS König jette l'ancre au large d'Ösel dans la baie de Tagga et débarque des soldats. À 5 h 50, il ouvre le feu sur des emplacements d'artillerie côtière russe, il est rejoint par le SMS Moltke, le SMS Bayern et les trois autres navires de classe König. Simultanément, les navires de classe Kaiser engagent les batteries sur la péninsule de Sworbe afin de sécuriser le chenal entre les îles Muhu et Hiiumaa et bloquer la seule voie d'évacuation des navires russes dans le Golfe. Le SMS Grosser Kurfürst et le SMS Bayern heurtent tous deux des mines en manœuvrant pour atteindre leurs positions de bombardement, avec un minimum de dommages pour le premier. Le SMS Bayern est sévèrement touché et doit se retirer vers Kiel pour des réparations. À 17 h 30, le SMS König quitte la zone pour faire le plein et retourne dans le détroit d'Irben le 15 octobre.
Le 16 octobre, une partie de la flotte allemande d'invasion est détachée pour repousser les forces navales russes, comprenant les deux pré-dreadnoughts, du détroit de Muhu. Les SMS König et Kronprinz ainsi que les croiseurs SMS Straßburg et Kolberg soutenus par des navires plus petits sont envoyés pour engager les cuirassés russes, menant à la bataille du détroit de Muhu.
La flottille allemande arrive au contact le matin du 17 octobre mais un champ de mines russe limite leur progression. Les Allemands découvrent avec surprise que les canons de 30,5 cm des cuirassés russes sont supérieurs à leurs propres canons de 30,5 cm. Les navires russes parviennent par leur feu à maintenir à distance les cuirassés allemands les empêchant de riposter. Les navires allemands ont dû effectuer plusieurs manœuvres d'évitement pour esquiver les obus russes.
Vers 10 h 0, les dragueurs de mines allemands parviennent à dégager un chemin à travers le champ de mines, les SMS König et Kronprinz pénètrent alors dans la baie. À 10 h 13, le SMS König est à portée du Slava et ouvre rapidement le feu. Pendant ce temps, le SMS Kronprinz tire sur le Slava et le croiseur Baïan. Les navires russes sont touchés des dizaines de fois et, vers 10 h 30, le commandant de la marine russe, l'amiral Bakhirev, ordonne leur retrait. Le SMS König a frappé le Slava sept fois, les dommages infligés l'ont empêché de s'échapper vers le nord. Le navire russe est sabordé et son équipage évacué sur un destroyer. Au cours de l'engagement, le SMS König heurte une fois le croiseur Baïan, par la suite le SMS König tire sur des batteries côtières sur Woi et Werder.
Le 20 octobre, le SMS König est remorqué par des dragueurs de mines dans la rade de Kuiwast. Il transfère des soldats allemands sur l'île de Schildaum. L'Admiralstab considère les opérations achevées et ordonne le retour des dreadnoughts dans la flotte de haute mer. Lors du voyage de retour, le SMS König touche le fond lors d'une forte houle. Le navire est réparé à Kiel jusqu'au 17 novembre.

### Dernières opérations
Le SMS König de la Baltique est chargé de missions de garde en mer du Nord et soutient des dragueurs de mines. Du 22 décembre au 8 janvier 1918, le SMS König retourne en mer Baltique pour une série d'entraînements, renouvelée du 23 février au 11 mars. Le 20 avril, le SMS König quitte son port d'attache pour soutenir une patrouille allemande engagée contre des forces britanniques. Le navire fait ensuite partie de la force navale qui s'est dirigée vers la Norvège pour intercepter un convoi britannique fortement escorté du 23 au 25 avril, cette opération est annulée par la panne du croiseur de guerre SMS Moltke. Le SMS König s'échoue dans le port nord de l'île de Helgoland le 30 mai. Deux mois plus tard, le 31 juillet, le SMS König et le reste de la IIIe Escadre couvrent une unité de déminage en mer du Nord. Le navire se rend ensuite en mer Baltique pour s'entraîner du 7 au 18 août, puis retourne en mer du Nord. Le SMS König mène son dernier exercice dans la mer Baltique du 28 septembre au 1er octobre.
Les amiraux Hipper et Scheer, par un ordre donné le 24 octobre, décident de sortir la flotte allemande de haute mer pour qu'elle engage la Grande Flotte britannique et lui inflige le plus de dommages possibles. Ils espèrent ainsi obtenir pour l'Allemagne de meilleures conditions de négociations. L'ordre d'appareiller est donné le 28 octobre pour quitter Wilhelmshaven et réunir la flotte dans la baie de Jade. Cependant, au même moment les marins du SMS Thüringen se mutinent. Cette mutinerie se propage au reste de la flotte, notamment au SMS König. L'opération est annulée, pour limiter la mutinerie, l'amiral Scheer décide de disperser la flotte. Le SMS Königet la IIIe escadre sont envoyés à Kiel. Au cours des échauffourées sur le SMS König, le capitaine du navire est blessé à trois reprises, son premier officier et son adjudant sont tués.

### Le sabordage
Après la signature de l'Armistice en novembre 1918, la majeure partie de la flotte allemande de haute mer, sous le commandement du contre-amiral Ludwig von Reuter, est internée dans la base navale britannique de Scapa Flow. Avant le départ de la flotte allemande, l'amiral Adolf von Trotha a clairement indiqué à von Reuter qu'il ne devait pas permettre aux Alliés de s'emparer des navires, sous aucune condition. La flotte allemande rencontre le croiseur léger britannique HMS Cardiff qui conduit la flotte allemande escortée par une flotte alliées composés de navires britanniques, américains et français jusqu'à Scapa Flow. Une fois les navires internés, leurs canons sont désarmés en retirant leurs blocs de culasse.
La flotte allemande reste en captivité pendant les négociations précédant le traité de Versailles. Von Reuter pensait que les Britanniques avaient l'intention de s'emparer des navires allemands le 21 juin, date limite de signature du traité de pais pour l'Allemagne. Ignorant que le délai est prolongé au 23 juin, Reuter ordonne de couler les navires. Le matin du 21 juin, la flotte britannique quitte Scapa Flow pour des manœuvres d'entraînement. À 11 h 20, Reuter transmet l'ordre aux navires. Le SMS König coule à 14 h 0. Le navire n'a pas été renfloué, contrairement à la plupart des autres navires principaux allemands sabordés.
Le 23 mai 2001, les épaves du SMS König et des cuirassés SMS Markgraf et SMS Kronprinz Wilhelm sont devenus des monuments maritimes classés. Le navire est maintenant un site de plongée populaire à Scapa Flow. L'épave est située à une profondeur de 40 m sur un sol sablonneux à l'est de Cava. Il y a plusieurs trous dans sa superstructure faits par les récupérateurs de métaux pour récolter les métaux non ferreux.

## Commandants
- 9 août 1914 - 13 juillet 1916 : Kapitän zur See Franz Brüninghaus (de)
- 14 juillet 1916 - 23 mai 1917 : Kapitän zur See Hugo Meurer
- 24 mai 1917 - 5 novembre 1918 : Kapitän zur See Carl Wilhelm Weniger (de)
- 6 novembre - 4 décembre 1918 : Kapitän zur See Otto Breuer
- 5 décembre 1918 - 21 juin 1919 : Korvettenkapitän Ernst Junkermann (de)